# Ad Wolgast
Adolphus "Ad" Wolgast (ur. 8 lutego 1888 w Cadillac w stanie Michigan, zm. 14 kwietnia 1955 w Camarillo w Kalifornii) – amerykański bokser, zawodowy mistrz świata kategorii lekkiej.
Był znany z agresywnego stylu walki, który przyniósł mu przydomek the Michigan Wildcat. Często wdawał się w wymiany ciosów, mniejszą uwagę zwracając na obronę. Pierwsze 13 walk zawodowych stoczył w 1906, a w 1907 kolejnych 21. W 1908 stoczył m.in. walki no decision z takimi pięściarzami, jak Owen Moran i Abe Attell. W 1909 walczył no decision z Battlingiem Nelsonem, który był wówczas mistrzem świata w wadze lekkiej.
22 lutego 1910 w Richmond w Kalifornii Wolgast stoczył walkę o mistrzostwo świata z Nelsonem. Pojedynek został zakontraktowany na 45 rund. Początkowo Nelson przeważał, ale później wskutek ciosów Wolgasta coraz gorzej widział. W 40 rundzie przybrał postawę bokserską nie naprzeciw Wolgasta, lecz jednego z narożników i sędzia wstrzymał walkę ogłaszając zwycięstwo Wolgasta.
W obronie tytułu Wolgast pokonał w 1911 takich przeciwników, jak George Memsic, Anton LaGrave, Frankie Burns i Owen Moran. W piątej obronie tytułu 4 lipca 1912 w Vernon w Kalifornii jego przeciwnikiem był Mexican Joe Rivers. W 13. rundzie obaj przeciwnicy trafili się równocześnie i upadli na deski, Wolgast na Riversa. Arbiter Joe Walsh pomógł Wolgastowi wstać, doliczył do dziesięciu, podniósł rękę Wolgasta na znak zwycięstwa i uciekł przed rozwścieczoną publicznością.
Wolgast stracił tytuł 28 listopada 1912 w Daly City, gdy został zdyskwalifikowany za zbyt niskie ciosy w 16. rundzie pojedynku z Williem Ritchiem.

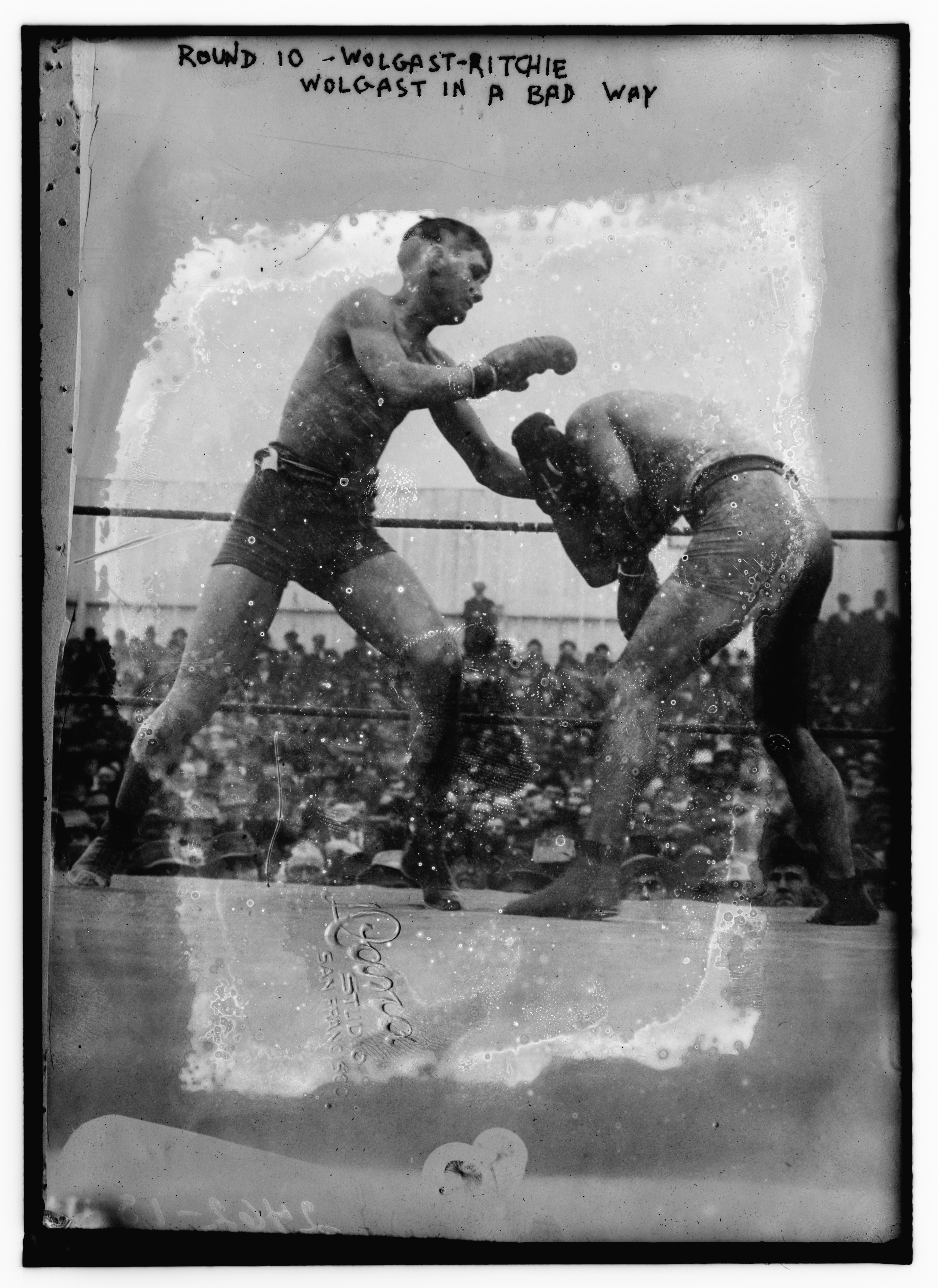
Willie Ritchie i Ad Wolgast (z prawej strony) w walce o tytuł w 1912

Kontynuował karierę i w 1913 stoczył m.in. walki no decision z Battlingiem Nelsonem i Mexican Joe Riversem, a w 1914 z Ritchiem. 2 listopada 1914 w Madison Square Garden w Nowym Jorku przegrał przed czasem z nowym mistrzem świata wagi lekkiej Freddiem Welshem, ponieważ złamał kość w ręce i nie mógł kontynuować pojedynku w 8. rundzie. W 1915 walczył m.in. z Rockym Kansasem (no decision), a w 1916 najpierw no decision, a potem o tytuł z Freddiem Welshem, z którym przegrał przez dyskwalifikację w 11. rundzie.
Kontynuował karierę bokserską do 1920, ale jego zdrowie gwałtownie pogarszało się. Wykazywał objawy choroby psychicznej i został w końcu umieszczony w zakładzie zamkniętym.
Stoczył w sumie 140 walk, z których wygrał 59, przegrał 13, zremisował 17, 49 było no decision, a 2 no contest. Został wybrany w 2000 do Międzynarodowej Bokserskiej Galerii Sławy.